# Doba

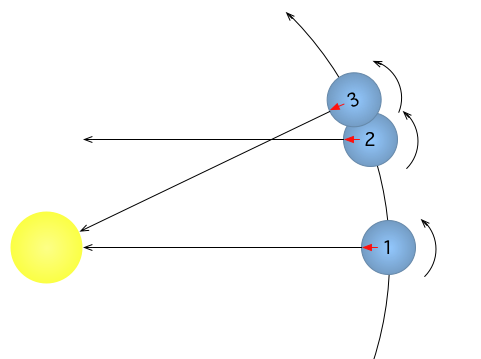
Schematyczny rysunek wyjaśniający różnicę między dobą gwiazdową a słoneczną: 1→2 doba gwiazdowa; 1→3 doba słoneczna

Doba – astronomiczna jednostka miary upływu czasu związana z obrotem Ziemi wokół własnej osi (ale nie jest równa jednemu pełnemu obrotowi, który trwa 23 h 56 min 4,091 s). Jako urzędowa jednostka czasu zdefiniowana jest jako czas trwania 24 godzin = 1440 minut = 86 400 sekund. Początek doby astronomicznej może wypadać, w zależności od przyjętego założenia, w różnych porach ziemskiego dnia:
- Doba słoneczna – okres pomiędzy dwoma kolejnymi górowaniami Słońca[1]. Początek doby słonecznej wypada w tym samym momencie dla wszystkich miejsc leżących na tej samej długości geograficznej (długość doby słonecznej zmienia się w ciągu roku, średnia długość, przyjęta umownie za wartość stałą, wynosi 24 godziny). Z uwagi na hamowanie obrotu Ziemi wskutek pływów średnia doba słoneczna jest coraz dłuższa i wydłuża się średnio o około 16 μs rocznie.
- Doba gwiazdowa – okres między dwoma kolejnymi górowaniami punktu Barana (23 h 56 min 4,091 s = 86 164,09 s)[2].
- Doba księżycowa – okres między dwoma kolejnymi górowaniami Księżyca (24h 50min 28s = 89 428 s).
- Doba cywilna – okres między godziną 00:00 jednego dnia i godziną 00:00 dnia następnego w danej strefie czasowej. Z powodów praktycznych jej początek w stosunku do początku doby słonecznej jest przesunięty w każdym miejscu na Ziemi o mniej więcej (zależy to od momentu górowania Słońca na danej długości geograficznej) 12 godzin – teoretycznie, natomiast w rzeczywistości od 10 do 14 godzin (wynika to z podziału kuli ziemskiej na strefy czasowe, istnienia czasu letniego i innych przyczyn).
- Doba pokładowa – czas odmierzany na obiekcie przemieszczającym się przez strefy czasowe (statku, samolocie, stacji kosmicznej) liczony od momentu rozpoczęcia podróży.
- Doba pracownicza – kolejne 24 godziny, poczynając od godziny, w której pracownik rozpoczyna pracę zgodnie z obowiązującym go rozkładem czasu pracy (art. 128 § 3 Kodeksu pracy). Definicja została wprowadzona nowelizacją ustawy Kodeks pracy z 14 listopada 2003 roku[3].
- Doba – pozaukładowa jednostka miary, czyli jednostka nienależąca do układu SI.

## Inne znaczenie
- Doba hotelowa – czas przydziału apartamentu dla klienta, liczony od określonej pory doby cywilnej, wyznaczonej w sposób umowny, mający być wygodny zarówno dla klienta, jak i obsługi hotelu, wynikający z najczęstszych pór wprowadzania się lub wyprowadzania gości z hotelu.